# Menahga
Menahga è una città degli Stati Uniti d'America, situata in Minnesota, nella contea di Wadena.
Qui nacque il fumettista, disegnatore ed editore Wally Wood.